# Contradiction
Pour les articles homonymes, voir Antilogie.
En logique des propositions, une contradiction ou antilogie est une formule qui est toujours fausse, quelle que soit la valeur des variables propositionnelles. On dit aussi que la formule est insatisfaisable, antilogique ou encore contradictoire. 
L’antilogie, de symbole {\displaystyle \bot }, s’oppose à la tautologie {\displaystyle \top } qui est toujours vraie.

## Définition
La contradiction est une relation existant entre deux ou plusieurs termes ou deux ou plusieurs propositions dont l’un(e) affirme ce que l’autre nie : « A » et « non-A » sont contradictoires, les phrases « Tous les hommes sont barbus » et « Quelques hommes ne sont pas barbus » sont contradictoires. 
En logique formelle (c.-à-d. lorsque la proposition est exprimée dans le langage formel des mathématiques), la phrase « A et non-A » est l'exemple le plus caractéristique de contradiction. En définitive, toute contradiction peut être reformulée sous cette forme. La logique formelle rejette la contradiction comme une absurdité. Ainsi à partir du théorème du calcul des propositions, n'importe quoi dérive d'une contradiction. La démonstration est la suivante :
- A ; prémisse
- non A ; prémisse contradictoire avec A
- non A ⇒ (non A ou B)
- non A ⇒ (A ⇒ B)
- A ⇒ B ; car non A est une prémisse
- B ; car A est une prémisse

C'est l'explosion logique. Un système d'axiomes qui permet de démontrer un théorème qui est une contradiction permet de démontrer n'importe quoi (par exemple que 1=0, ou 1=1, ou 1=2, etc.). Un tel système d'axiomes n'a donc aucun intérêt.[pas clair]
« A est non-A » est une phrase fausse. Autrement dit, il est possible de démontrer à l'aide du calcul des propositions que le contraire d'une contradiction est toujours vrai. Ceci est utilisé dans le cadre du raisonnement par l'absurde.

## Principe de non-contradiction
Le principe de non-contradiction est la loi qui veut qu’on ne peut affirmer et nier simultanément le même terme ou la même proposition : « Il est impossible qu’un même attribut appartienne et n’appartienne pas en même temps et sous le même rapport à une même chose ».

## En dialectique
Il faut savoir que la dialectique n'exclut pas la logique formelle. La logique formelle est contenue dans la dialectique. Mais contrairement à la dialectique, elle reste dans l'instantanéité et ne prend pas en compte les phénomènes en interactions et évolutifs dans le temps. La logique formelle est donc limitée dans son application sur les grands systèmes. En effet, dans les domaines scientifiques, il est courant de rencontrer des situations qui paraissent incongrues ou inintelligibles du point de vue de la logique comme l'observation de zones extensives en montagne formée par un mouvement compressif. La dialectique du point de vue matérialiste et scientifique permet de comprendre et ainsi de dépasser les contradictions. « Il est utile de considérer la contradiction comme l'opposition de tendance (antagonisme) entre les éléments impliqués dans un processus évolutif (et non comme impossibilité logique), ce qui donne lieu à l'un des principes de la dialectique, la « force créatrice de la contradiction ». ». Ce sont essentiellement des phénomènes dynamiques de natures cycliques ou quasi périodiques dont l'amplitude dépend de la configuration de départ.